# Психологізм
Психологі́зм (грец. psych — душа; лат. lohos — слово, вчення;) — передача художніми засобами внутрішнього стану персонажа, його думок, переживань, зумовлених внутрішніми й зовнішніми чинниками.
Зачатки психологізму спостерігаються уже у творах усної народної творчості, де вони проявляються через художній прийом психологічного паралелізму. Цей фольклорний прийом творчо використовувався потім письменниками, починаючи з доби сентименталізму, як у прозі так і в поезії. У літературі сентименталізму зображення внутрішнього світу людини стає обов'язковим, але письменники-сентименталісти внутрішнє намагалися передати через зовнішні ознаки: щоб відобразити наприклад, радість людини, описувався радісний вираз її обличчя. Опис почуттів був загальним, йому не вистачало глибини. Романтичний психологізм глибший, але він охоплював лише зображення сильних, яскравих почуттів, найтонші їх відтінки залишилися поза межами уваги романтиків. Лише з розвитком реалістичного напрямку в літературі психологізм отримує свої справжні якості. Для реалізму характерний раціоцентричний психологізм (ототожнення психіки і свідомості, недооцінка позасвідомих процесів). Цілком нової якості набув психологізм модерністської літератури. Модерністи визнавали інтуїтивний шлях пізнання поруч із логічним, вони осереджувались на внутрішньому світі людини та суб'єктивних враженнях героя. Для їх психологізму характерна пильна увага до позасвідомих сфер психіки, до внутрішньої боротьби роздвоєного людського «Я».
Найбільші можливості щодо виявлення психологізму надає проза. У творах Ф. Достоєвського, Л. Толстого, Ч. Діккенса та Г. Флобера психологізм набув такої властивості, як «діалектика душі». Це не просто глибоке і правдиве зображення внутрішнього світу персонажів, це його зображення в процесі розвитку з урахуванням усіх піднесень та падінь духу.